# Kartilya ng Katipunan
Kartilya ng Katipunan là sách hướng dẫn cho các thành viên mới của tổ chức Katipunan. Cuốn sách đưa ra các quy tắc và nguyên tắc của tổ chức. Phần đầu tiên của Kartilya được viết bởi Andrés Bonifacio, phần tiếp theo được Emilio Jacinto viểt tiếp, sửa đổi và bổ sung thêm 10 điều răn.

## Giáo lý của Katipunan
Nguyên văn tiếng Tagalog:
1. “Ang buhay na hindi ginugugol sa isang malaki at banal na kadahilanan ay kahoy na walang lilim, kundi (man) damong makamandag." (May ilang libro na ang nakasulat ay "Ang buhay na hindi inialay sa dakilang layunin ay punungkahoy na walang lilim.")
2. "Ang gawang magaling na nagbubuhat sa paghahambog o pagpipita sa sarili (paghahangad na makasarili), at hindi talagang nasang gumawa ng kagalingan, ay di kabaitan."
3. "Ang tunay na kabanalan ay ang pagkakawang-gawa, ang pag-ibig sa kapwa at ang isukat ang bawat kilos, gawa't pangungusap sa talagang katuwiran."
4. "Maitim man o maputi ang kulay ng balat, lahat ng tao'y magkakapantay; mangyayaring ang isa'y hihigitan sa dunong, sa yaman, sa ganda; ngunit di mahihigitan sa pagkatao."
5. "Ang may mataas na kalooban, inuuna ang (dangal o) puri kaysa pagpipita sa sarili; ang may hamak na kalooban, inuuna ang pagpipita sa sarili sa puri."
6. "Sa taong may hiya, salita'y panunumpa."
7. "Huwag mong sayangin ang panahon; ang yamang nawala'y mangyayaring magbalik; ngunit panahong nagdaan na'y di na muli pang magdadaan."
8. "Ipagtanggol mo ang inaapi; kabakahin (labanan) ang umaapi"
9. "Ang taong matalino'y ang may pag-iingat sa bawat sasabihin; matutong ipaglihim ang dapat ipaglihim."
10. "Sa daang matinik ng buhay, lalaki ang siyang patnugot ng asawa at mga anak; kung ang umaakay ay tungo sa sama, ang pagtutunguhan ng inaakay ay kasamaan din." (Ang simula nito'y obserbasyon sa ugnayan ng babae at lalaki sa panahon ng Katipunan; para sa kasalukuyan, ang katumbas nito ay ang sumusunod: "Sa daang matinik ng buhay, ang mga magulang ang patnugot ng mag-anak; kung ang umaakay ay tungo sa samâ, ang pagtutunguhan ng inaakay ay kasamaan din.")
11. "Ang babae ay huwag mong tingnang isang bagay na libangan lamang, kundi isang katuwang at karamay (ng lalaki) sa mga kahirapan nitong buhay; gamitin mo nang buong pagpipitagan ang kanyang (pisikal na) kahinaan, at alalahanin ang inang pinagbuhatan at nag-iwi sa iyong kasanggulan.”
12. "Ang di mo ibig gawin (ng iba) sa asawa mo, anak at kapatid, ay huwag mong gagawin sa asawa, anak at kapatid ng iba."
13. "Ang kamahalan ng tao'y wala sa pagkahari, wala sa tangos ng ilong at puti ng mukha, wala sa pagkaparing kahalili ng Diyos, wala sa mataas na kalagayan sa balat ng lupa: wagas at tunay na mahal na tao, kahit laking-gubat at walang nababatid kundi ang sariling wika, yaong may magandang asal, may isang pangungusap, may dangal at puri, yaong di nagpapaapi't di nakikiapi; yaong marunong magdamdam at marunong lumingap sa bayang tinubuan."
14. "Paglaganap ng mga aral na ito, at maningning na sisikat ang araw ng mahal na kalayaan dito sa kaaba-abang Sangkapuluan at sabugan ng matamis niyang liwanag ang nangagkaisang magkakalahi't magkakapatid, ng ligayang walang katapusan, ang mga ginugol na buhay, pagod, at mga tiniis na kahirapa'y labis nang matutumbasan."

Bản dịch tiếng Anh:
1. A life that is not dedicated to a noble and divine cause is like a tree without a shade, if not, a poisonous weed.
2. A deed that is motivated by self-interest or self-pity and done without sincerity lacks nobility.
3. True piety is the act of being charitable, loving one's fellowmen, and being judicious in behavior, speech and deed.
4. We are all  equal, regardless of the color of their skin; While one could have more education, wealth or beauty than the other, none of them can overpass one's identity.
5. A person with a noble character values honor above self-interest, while a person with a base character values self-interest above honor.
6. To a man with a sense of shame, his word is inviolate.
7. Do not waste your time; lost wealth can be retrieved, but time lost is lost forever.
8. Defend the oppressed and fight the oppressor.
9. A wise man is someone who is careful in all that he says; learn to keep the things that need to be kept secret.
10. In the thorny path of life, the man leads the way and his wife and children follow; If the leader goes the way of evil, so do the followers.
11. Never regard a woman as an object for you to trifle with; rather you should consider her as a partner and a friend in times of need; Give proper considerations to a woman's frailty and never forget that your own mother, who brought you forth and nurtured you from infancy, is herself such a person.
12. Do not do to the wife, children and brothers and sisters of others what you do not want others to do to your wife, children and brothers and sisters.
13. A (person's) worth is not measured by his/her status in life, neither by the length of his nose nor the fairness of skin, and certainly not by whether he is a priest claiming to be God's deputy. Even if he is a tribesman/tribeswoman from the hills and speaks only his/her own tongue, a (person) is honorable if he/she possesses a good character, is true to his/her word, has fine perceptions and is loyal to his/her native land.
14. When these teachings shall have been propagated and the glorious sun of freedom begins to shine on these poor islands to enlighten a united race and people, then all the loves lost, all the struggle and sacrifices shall not have been in vain.

Bản dịch tiếng Việt:
1. Một cuộc sống không được dành cho một nguyên nhân cao quý và thần thánh giống như một cái cây mà không có bóng mát, nếu không thì là một loại cỏ dại độc hại.
2. Một hành động được thúc đẩy bởi sự quan tâm hay tự thương hại và được thực hiện mà không có sự chân thành thiếu thốn.
3. Sự tôn trọng chân thật là hành động làm từ thiện, yêu thương đồng bào của mình, và có thái độ đúng đắn trong hành vi, lời nói và việc làm.
4. Chúng ta đều bình đẳng, bất kể màu da. Trong khi người ta có thể có nhiều học vấn, giàu có hơn hay đẹp hơn người kia, thì không ai trong số họ có thể vượt qua được danh dự của mỗi người.
5. Một người với một nhân vật cao quý giá trị danh dự trên lợi ích cá nhân, trong khi một người có một nhân vật cơ sở giá trị lợi ích cao hơn danh dự.
6. Đối với một người đàn ông có cảm giác xấu hổ, lời nói của anh ấy là bất khả xâm phạm.
7. Đừng lãng phí thời gian của bạn, mất mát có thể lấy lại được, nhưng thời gian bị mất sẽ bị mất mãi mãi.
8. Bảo vệ những người bị áp bức và chống lại kẻ áp bức.
9. Người khôn ngoan là người cẩn thận trong mọi lời Người (Chúa) nói, học để giữ cho những điều cần phải được giữ bí mật.
10. Trên con đường đầy chông gai của cuộc sống, người đàn ông dẫn đường, vợ và con đi theo. Nếu người lãnh đạo đi theo con đường của cái ác những đi người theo cũng vậy.
11. Không bao giờ coi phụ nữ là một đối tượng cho bạn khinh thường; thay vì bạn nên xem xét cô ấy như là một đối tác và một người bạn trong thời gian cần thiết. Hãy cân nhắc đến sự yếu đuối của người phụ nữ và không bao giờ quên rằng mẹ của chính bạn, người đã đưa bạn và nuôi dưỡng bạn từ khi mới sinh ra, chính là người đó.
12. Đừng làm cho vợ, con cái và anh chị em của những người khác mà bạn không muốn người khác làm cho vợ, con cái và anh chị em của bạn.
13. Giá trị của một người không được đo lường bởi tình trạng của anh ta trong cuộc đời, không phải bởi chiều dài mũi và sự công bằng của da, và chắc chắn không phải bởi việc anh ta là một linh mục tuyên bố là phó của Thiên Chúa.
14. Ngay cả khi một người thuộc vùng dân tộc thiểu số từ những ngọn đồi và chỉ nói bằng ngôn ngữ của mình, người ấy sẽ được vinh danh nếu người ấy có một nhân cách tốt, đúng với từ của mình, có nhận thức tốt và trung thành với quê hương của mình.
15. Khi những lời dạy này đã được truyền bá và mặt trời vinh quang của tự do bắt đầu chiếu lên những hòn đảo nghèo nàn này để soi sáng một chủng tộc và con người thống nhất, thì tất cả những yêu thương đã mất, tất cả những cuộc đấu tranh và hy sinh sẽ không có ích gì.

## 10 điều răn của Katipunan
Ban đầu có tiêu đề là Katungkulang Gagawin ng mga Z. Ll. B. (Nhiệm vụ của người đàn ông đối với dân tộc mình). Nó không bao giờ được công bố bởi vì Bonifacio cho rằng những gì Emilio Jacinto là vượt trội hơn mình và sẽ không để cho Jacinto làm như vậy.
Nguyên văn tiếng Tagalog:
1. Sumampalataya sa Maykapal nang taimtim sa puso.
2. Gunamgunamin sa sarili tuwina na ang matapat na pagsampalataya sa Kanya ay ang pag-ibig sa lupang tinubuan sapagkat ito ang tunay na pag-ibig sa kapwa.
3. Ikintal sa puso ang pag-asa sa malabis na kapurihan at kapalaran na kung ikamamatay ng tao'y magbubuhat sa pagliligtas sa kaalipinan ng bayan.
4. Sa kalamigan ng loob, katiyagaan, katuwiran at pag-asa sa ano mang gagawin nagbubuhat ang ikagaganap ng mabuting ninanais.
5. Paingat-ingatang gaya ng puri ang mga bilin at balak ng K... K... K....
6. Sa isang nasasapanganib sa pagtupad ng kanyang tungkol, idadamay ng lahat ang buhay at yaman upang maligtas yaon.
7. Hangarin na ang kalagayan ng isa't isa, maging huwaran ng kanyang kapwa sa mabuting pagpapasunod at pagtupad ng kanyang tungkol.
8. Bahaginan ng makakaya ang alin mang nagdaralita.
9. Ang kasipagan sa paghahanapbuhay ay siyang tunay na pag-ibig at pagmamahal sa sarili, sa asawa, anak at kapatid o kababayan.
10. Lubos na pagsampalataya sa parusang ilinalaan sa balang suwail at magtaksil, gayundin sa pala na kakamtan ukol sa mabuting gawa. Sampalatayanan din naman na ang mga layong tinutungo ng K... K... K... ay kaloob ng Maykapal, samakatwid ang hangad ng bayan ay hangad din Niya.

Bản dịch tiếng Anh:
1. Love God with all your heart.
2. Bear always in mind that the love of God is also the love of country, and this, too, is love of one's fellowmen.
3. Engrave in your heart that the true measure of honor and happiness is to die for the freedom of your country.
4. All your good wishes will be crowned with success if you have  serenity, constancy, reason and faith in all your acts and endeavor.
5. Guard the mandates and aims of the K.K.K. as you guard your honor.
6. It is the duty of all to deliver, at the risk of their own lives and wealth, anyone who runs great risks in the performance of his duty.
7. Our responsibility to ourselves and the performance of our duties will be the example set for our fellowmen to follow.
8. Insofar as it is within your power, share your means with the poor and the unfortunate.
9. Diligence in the work that gives sustenance to you is the true basis of love—love for your  self, for your wife and children, for your  brothers and countrymen.
10. Punish any scoundrel and traitor and praise all good work. Believe, likewise, that the aims of the K.K.K. are God-given, for the will of the people is also the will of God.

Bản dịch tiếng Việt:
1. Yêu mến Đức Chúa Trời hết lòng.
2. Hãy luôn luôn nhớ rằng tình yêu của Thiên Chúa cũng là tình yêu của đất nước, và đó cũng là tình yêu của đồng bào của một người.
3. Khắc sâu trong trái tim của bạn rằng đo lường thực sự của danh dự và hạnh phúc là chết vì sự tự do của đất nước bạn.
4. Tất cả những lời chúc tốt đẹp của bạn sẽ nhận được vương miện của sự thành công nếu bạn có sự thanh thản, kiên định, lý trí và đức tin trong tất cả các hành động và nỗ lực của bạn.
5. Bảo vệ các nhiệm vụ và mục đích của KKK khi bạn bảo vệ danh dự của mình.
6. Nhiệm vụ của tất cả là cung cấp, với nguy cơ cuộc sống và sự giàu có của mình, bất cứ ai chịu rủi ro lớn trong việc thực hiện nhiệm vụ của mình.
7. Trách nhiệm của chúng ta đối với bản thân và thực hiện các nhiệm vụ của chúng ta sẽ là ví dụ cho những người đồng bào của chúng ta tuân theo.
8. Trong phạm vi quyền hạn của mình, hãy nâng niu giúp đỡ những người nghèo và những người có hoàn cảnh khó khăn.
9. Siêng năng trong công việc nuôi dưỡng bạn là cơ sở thực sự của tình yêu - tình yêu cho bản thân, cho vợ và con của bạn, cho anh em và đồng bào của bạn.
10. Trừng phạt bất kỳ kẻ phản bội và kẻ phản bội nào và khen ngợi mọi việc tốt. Cũng tin rằng, mục tiêu của KKK là do Đức Chúa Trời ban cho, vì ý muốn của dân tộc cũng là ý muốn của Thiên Chúa.